# Poroże (wieś)
Poroże – wieś w Polsce położona w województwie wielkopolskim, w powiecie tureckim, w gminie Malanów. W latach 1975–1998 miejscowość administracyjnie należała do województwa konińskiego.

## Historia
Na przełomie XIV i XV wieku do wsi przybyli Niemcy, którzy stanowili w tamtejszym okresie spory procent populacji wioski. 